# Моды
Мо́ды (англ. Mods от Modernism, Modism) — британская молодёжная субкультура (неформалы), сформировавшаяся в конце 1950-х. Достигла пика в середине 1960-х годов.

## История Mods
В начале 1960-х годов, во времена расцвета славы The Beatles, на улицах всё чаще можно было встретить молодых людей, одетых по последнему писку моды — как правило, в итальянские костюмы, и разъезжающих на мотороллерах. Они называли себя «моды». В результате экономического бума, случившегося в Англии в послевоенное время, у молодых людей появляются деньги, которые они тратят на себя. У модов был типично английский девиз по жизни — «умеренность и аккуратность». Внешне они придерживались классического стиля одежды, но их внутреннее состояние можно было описать словом «одержимость».
Моды приходят на смену тедди-боям, далее по канонам самых радикальных модов формируется субкультура скинхедов.
Они были одержимы в принятии всего нового. Из США в Лондон пришёл модерн-джаз, блюз и соул, а из Ямайки —"Cка". Ямайка была Британской колонией до 1962 года и никогда не удерживала трудящихся чернокожих от переезда в Англию ради лучшей жизни.
В будущем, когда в Лондоне будет набирать обороты психоделия, появится субкультурная прослойка «скинхедов», бривших головы и одевавшихся нарочито грубо. Это был знак протеста и уход в культурное отшельничество. Началось это в обществе наиболее закоренелых модов, не желающих мириться с новым порядком. Субкультура «скинхедов» изначально не была фашистской, а «бритоголовые» были продолжателями и последователями той же культуры, что и ямайские руд-бои. Позже, из-за большого количества трудовых эмигрантов с Карибов, включая Ямайку, возникли проблемы с рабочими местами. Это привело к охлаждению отношений с чернокожими и развитию ксенофобии среди «бритоголовых»..
В 1969 году Крис Уэлш написал для «Melody Maker» статью, посвящённую модам. В этот период движения моды возрождалось, но уже стало приобретать черты движения скинхедов. «…Быть хиппи — значит быть выпускником средней школы и быть в состоянии читать тонну макулатуры. Быть модом — значит иметь пару тяжелых ботинок», — пишет он; «…моды „делают своё дело“ в беспомощном стремлении найти своё „я“ в обществе, где единственный официальный альтернативный путь — жениться на Покупке в Рассрочку и закончить парализованной жизнью перед телевизором».
Отличительными чертами модов были особое внимание к внешнему виду (первоначально были популярны приталенные итальянские костюмы, затем британские бренды) и любовь к музыке (от джаза, ритм-энд-блюза и соула до рок-н-ролла и ска). К середине 60-х годов с модами также стала ассоциироваться музыка таких британских рок-групп, как Graham Bond Organization, Zoot Money Big Roll Band, Georgie Fame, Small Faces, Kinks и The Who. На основе альбома последних в 1979 году вышел фильм «Квадрофения», который был принят неоднозначно, а споры о его достоверности и роли в популяризации мод-движения ведутся до сих пор.
В качестве транспорта моды выбирали себе мотороллеры (особенно итальянские модели «Ламбретта» и «Веспа»), при этом нередки были столкновения с рокерами (обладателями мотоциклов). Моды, как правило, встречались в ночных клубах и на приморских курортах, таких как Брайтон, где в 1964 году проходили скандально известные уличные столкновения между рокерами и модами.
Во второй половине 1960-х гг. движение модов пошло на спад и возрождалось с тех пор лишь эпизодически. В конце 1970-х гг. стиль модов был взят на вооружение многими панк-группами и группами Новой волны (так называемый «мод-ривайвл»: оживление интереса к мод-движению). Из огромного числа мод-групп того периода достаточно назвать наиболее известных: The Jam, Secret Affair, The Chords, The Purple Hearts, The Lambrettas, Squire, Long Tall Shorty, Protex, The Undertones.